# Liste des députés européens de Belgique de la 10e législature
Cet article présente la liste des députés européens de Belgique élus lors des élections européennes de 2024 en Belgique.

## Députés européens élus en 2024

### Collège francophone
| Nom                | Parti                        | Parti | Groupe parlementaire européen |
| ------------------ | ---------------------------- | ----- | ----------------------------- |
| Marc Botenga       | Parti du Travail de Belgique | PTB   | GUE/NGL                       |
| Saskia Bricmont    | Ecolo                        | Ecolo | Verts/ALE                     |
| Benoît Cassart     | Mouvement Réformateur        | MR    | RE                            |
| Estelle Ceulemans  | Parti Socialiste             | PS    | S&D                           |
| Olivier Chastel    | Mouvement Réformateur        | MR    | RE                            |
| Elio Di Rupo       | Parti Socialiste             | PS    | S&D                           |
| Yvan Verougstraete | Les Engagés                  | LE    | RE                            |
| Sophie Wilmès      | Mouvement Réformateur        | MR    | RE                            |

### Collège néerlandophone
| Nom                  | Parti                                | Parti    | Groupe parlementaire européen |
| -------------------- | ------------------------------------ | -------- | ----------------------------- |
| Gerolf Annemans      | Vlaams Belang                        | VB       | PfE                           |
| Wouter Beke          | Christen-Democratisch en Vlaams      | CD&V     | PPE                           |
| Barbara Bonte        | Vlaams Belang                        | VB       | PfE                           |
| Assita Kanko         | Nieuw-Vlaamse Alliantie              | N-VA     | CRE                           |
| Rudi Kennes          | Partij van de Arbeid van België      | PVDA     | GUE/NGL                       |
| Saraswati Matthieu   | Groen                                | Groen    | Verts/ALE                     |
| Liesbet Sommen       | Christen-Democratisch en Vlaams      | CD&V     | PPE                           |
| Bruno Tobback        | Vooruit                              | Vooruit  | S&D                           |
| Kathleen Van Brempt  | Vooruit                              | Vooruit  | S&D                           |
| Kris Van Dijck       | Nieuw-Vlaamse Alliantie              | N-VA     | CRE                           |
| Johan Van Overtveldt | Nieuw-Vlaamse Alliantie              | N-VA     | CRE                           |
| Tom Vandendriessche  | Vlaams Belang                        | VB       | PfE                           |
| Hilde Vautmans       | Open Vlaamse Liberalen en Democraten | Open Vld | RE                            |

### Collège germanophone
| Nom            | Parti                     | Parti | Groupe parlementaire européen |
| -------------- | ------------------------- | ----- | ----------------------------- |
| Pascal Arimont | Christlich Soziale Partei | CSP   | PPE                           |